# Hrast
Izraz hrast se uporablja kot del domačega imena katere koli med več sto vrstami dreves in grmovja rodu Quercus ter nekaterih sorodnih rodov, predvsem Cyclobalanopsis in Lithocarpus. Rod izvira iz severne poloble in vključuje listnata in zimzelene vrste vse od severnih zemljepisnih širin do tropov Azije in Amerike.
Hrasti imajo spiralno urejeno listje, ki je pri številnih vrstah pernato krpasto. Nekateri imajo liste nažagane ali pa z gladkim robom. Cvetove, ki se razvijejo spomladi, imenujemo mačice. Plod, ki ga imenujemo želod, je orešek in zraste v čašasti strukturi, imenovani kapica. Vsak želod vsebuje eno seme (le redko dve ali tri) in zori od šest do osemnajst mesecev, odvisno od vrste.
Hrast je starodaven simbol za moč. Hrastovino uporabljamo za izdelavo pohištva, laminata, za gradnjo itd.

## Razvrščanje
Rod se deli v več oddelkov:
- odd. Quercus (sopomenki Lepidobalanus in Leucobalanus), vrste belega hrasta iz Evrope, Azije in Severne Amerike. Peclji kratki; želod dozori v šest mesecih, je sladkega ali rahlo grenkega okusa, notranjost ovojnice ni odlakana. Listi so večinoma brez ščetin na konicah režnjev, te pa so navadno zaobljene.
- odd. Mesobalanus, Quercus frainetto in njemu sorodne vrste iz Evrope in Azije. Peclji dolgi; želod dozori v šest mesecih, je grenkega okusa, notranjost ovojnice ni odlakana (zelo soroden odd. Quercus in včasih vključen vanj).
- odd. Cerris, (cer) Quercus cerris in njemu sorodne vrste iz Evrope in Azije. Peclji dolgi; želod dozori v 18 mesecih, je zelo grenek, notranjost ovojnice ni odlakana. Listi imajo navadno priostrene konice režnjev s ščetinami.
- odd. Protobalanus, Quercus chrysolepis in njemu sorodne vrste iz jugozagodnih ZDA in severozahodne Mehike. Peclji kratki; želod dozori v 18 mesecih, je zelo grenek, notranjost ovojnice je odlakana. Listi imajo navadno priostrene konice režnjev s ščetinami.
- odd. Lobatae (sopomenka Erythrobalanus), the Vrste rdečega hrasta iz Severne, Srednje in severnega dela Južne Amerike. Peclji so dolgi; želod dozori v 18 mesecih, je zelo grenek, notranjost ovojnice je odlakana. Listi imajo navadno priostrene konice režnjev s ščetinami.

Pogosti so tudi hibridi hrastov, navadno le med vrstami znotraj istega oddelka. Medoddelčni hibridi, razen med vrstami oddelkom Quercus in Mesobalanus, niso poznani.
V rod Quercus kot podrod večkrat uvrščajo tudi rod Cyclobalanopsis, drugi pa ga obravnavajo samostojno.